# Mario Bruno Fernández
Mario Bruno Fernández Hidalgo  (Barcelona, España, 11 de diciembre de 1983) es un exbaloncestista español que mide 1,93 m y cuya posición en la cancha era la de base.
Se ha visto alejado de la práctica del baloncesto después una grave lesión de rodilla que se produjo en la temporada 2009/10. En la temporada siguiente fichó por el CB Granada de la Liga ACB, equipo con el que no pudo debutar. En la temporada 2013-2014 pasa a ocupar el puesto de Director Técnico del CB Mollet. Ahora es el director Deportivo del primer equipo del FC Barcelona, con un paso previo en el cuerpo directivo de la cantera. Entrenó a los chicos de 2005 de la PDP Barcelonès Nord en su primer año de formación.

## Clubes
| Club                         | Liga                 | Temporadas |
| ---------------------------- | -------------------- | ---------- |
| Sese                         | Cat. Inferiores      |            |
| FC Barcelona                 | Cadete.              | 1999-00    |
| FC Barcelona                 | Júnior.              | 2000-01    |
| FC Barcelona                 | EBA                  | 2001-02    |
| C.B.Calpe-Aguas de Calpe.    | LEB2                 | 2002-03    |
| C.B. Aracena-Ponts           | Categoría provincial | 2003-04    |
| IBB Hoteles Menorca Bàsquet  | LEB                  | 2004-05    |
| CAI Zaragoza                 | LEB                  | 2005-06    |
| Club Baloncesto Gran Canaria | ACB                  | 2006-2009  |
| Club Joventut de Badalona    | ACB                  | 2009-2010  |
| CB Granada                   | ACB                  | 2010-2011  |

## Internacionalidades
- Selección de España sub-17.
- 1999 Campeonato de Europa sub-17. Selección de España.

## Palmarés
- 2000-01 Campeonato de España Júnior. F. C. Barcelona. Campeón.
- 2004-05 LEB. IBB Hoteles Menorca Bàsquet. Subcampeón.
- 2004-05 Copa Príncipe de Asturias. IBB Hoteles Menorca Bàsquet. Subcampeón.
- 19/11/2006 (2006-07).  Liga ACB. Gran Canaria Grupo Dunas. Jugador de la Jornada. Jornada 9.

## Otros
- 2013-2014 Director Técnico del Club Bàsquet Mollet.